# NGC 2986
NGC 2986 é uma galáxia elíptica (E2) localizada na direcção da constelação de Hydra. Possui uma declinação de -21° 16' 41" e uma ascensão recta de 9 horas, 44 minutos e 15,9 segundos.
A galáxia NGC 2986 foi descoberta em 10 de Março de 1785 por William Herschel.